# شريف (أوهايو)
شريف (بالإنجليزية: Shreve)‏ هي مدينة أمريكية تقع في ولاية أوهايو. تبلغ مساحة هذه المدينة 2.2 (كم²)،ويبلغ عدد سكانها 1582 نسمة حسب إحصاء سنة 2010 م 1582.تشير إحصاءات سنة 2000م بأن الكثافة السكانية في هذه المدينة تقدر بـ(722.1) نسمة/كم2 

## التركيبة السكانية
قام مكتب تعداد الولايات المتحدة بتحديد بيانات التركيبة السكانية لشريف في تعداد الولايات المتحدة. في ما يلي، التركيبة السكانية حسب تعدادي 2000 و2010.

### تعداد عام 2000
بلغ عدد سكان شريف 1,582 نسمة بحسب تعداد عام 2000، وبلغ عدد الأسر 650 أسرة وعدد العائلات 427 عائلة مقيمة في البلدة. في حين سجلت الكثافة السكانية 1,870.3 نسمة لكل ميل مربع (722.1/كم2). وبلغ عدد الوحدات السكنية 686 وحدة بمتوسط كثافة قدره 811.0 نسمة لكل ميل مربع (313.1/كم2).
وتوزع التركيب العرقي للبلدة بنسبة 98.48% من البيض و 0.13% من الأمريكيين الأصليين و 0.13% من الأمريكيين ذوي الأصول الآسيوية و 0.51% من الأمريكيين الأفارقة و 0.70% من عرقين مختلطين أو أكثر.
بلغ عدد الأسر 650 أسرة كانت نسبة 36.9% منها لديها أطفال تحت سن الثامنة عشر تعيش معهم، وبلغت نسبة الأزواج القاطنين مع بعضهم البعض 50.0% من أصل المجموع الكلي للأسر، ونسبة 12.6% من الأسر كان لديها معيلات من الإناث دون وجود شريك، وكانت نسبة 34.2% من غير العائلات. تألفت نسبة 31.5% من أصل جميع الأسر من أفراد ونسبة 14.3% كانوا يعيش معهم شخص وحيد يبلغ من العمر 65 عاماً فما فوق. وبلغ متوسط حجم الأسرة المعيشية 3.08، أما متوسط حجم العائلات فبلغ 2.43.
بلغ العمر الوسطي للسكان 35 عاماً. وكانت نسبة 29.9% من القاطنين تحت سن الثامنة عشر، وكانت نسبة 7.8% بين الثامنة عشر والأربعة وعشرون عاماً، ونسبة 30.0% كانت واقعةً في الفئة العمرية ما بين الخامسة والعشرون حتى والأربعة وأربعون عاماً، ونسبة 18.5% كانت ما بين الخامسة والأربعون حتى الرابعة والستون، ونسبة 13.8% كانت ضمن فئة الخامسة والستون عاماً فما فوق. يوجد لكل 100 أنثى 90.8 ذكر، ويوجد لكل 100 أنثى في الثامنة عشر من عمرها فما فوق 84.2 ذكر.
بلغ متوسط دخل الأسرة في القرية 32,708 دولار، أما متوسط دخل العائلة فبلغ 39,405 دولار. وكان متوسط دخل الذكور 30,320 دولار مقابل 21,384 دولار للإناث. وسجل دخل الفرد الخاص بالقرية 15,049 دولار. وكانت نسبة 8.6% من العائلات ونسبة 10.4% من السكان تحت خط الفقر، وكان من هؤلاء نسبة 10.1% تحت سن الثامنة عشر ونسبة 15.6% في الخامسة والستين من العمر وما فوق.

### تعداد عام 2010
بلغ عدد سكان شريف 1,514 نسمة بحسب تعداد عام 2010، وبلغ عدد الأسر 608 أسرة وعدد العائلات 407 عائلة مقيمة في القرية. في حين سجلت الكثافة السكانية 1,781.2 نسمة لكل ميل مربع (687.7/كم2). وبلغ عدد الوحدات السكنية 688 وحدة بمتوسط كثافة قدره 809.4 لكل ميل مربع (312.5/كم2).
وتوزع التركيب العرقي للقرية بنسبة 97.7% من البيض و 0.1% من الأمريكيين الأصليين و 0.3% من الأمريكيين ذوي الأصول الآسيوية و 0.1% من سكان جزر المحيط الهادئ و 0.2% من الأمريكيين الأفارقة و 0.9% من عرقين مختلطين أو أكثر.
بلغ عدد الأسر 608 أسرة كانت نسبة 36.7% منها لديها أطفال تحت سن الثامنة عشر تعيش معهم، وبلغت نسبة الأزواج القاطنين مع بعضهم البعض 44.7% من أصل المجموع الكلي للأسر، ونسبة 16.1% من الأسر كان لديها معيلات من الإناث دون وجود شريك، بينما كانت نسبة 6.1% من الأسر لديها معيلون من الذكور دون وجود شريكة وكانت نسبة 33.1% من غير العائلات. تألفت نسبة 28.5% من أصل جميع الأسر من أفراد ونسبة 11.7% كانوا يعيش معهم شخص وحيد يبلغ من العمر 65 عاماً فما فوق. وبلغ متوسط حجم الأسرة المعيشية 3.00، أما متوسط حجم العائلات فبلغ 2.49.
بلغ العمر الوسطي للسكان 35.5 عاماً. وكانت نسبة 27.9% من القاطنين تحت سن الثامنة عشر، وكانت نسبة 8.7% بين الثامنة عشر والأربعة وعشرون عاماً، ونسبة 24.5% كانت واقعةً في الفئة العمرية ما بين الخامسة والعشرون حتى والأربعة وأربعون عاماً، ونسبة 26.2% كانت ما بين الخامسة والأربعون حتى الرابعة والستون، ونسبة 12.6% كانت ضمن فئة الخامسة والستون عاماً فما فوق. وتوزع التركيب الجنسي للسكان بنسبة 48.1% ذكور و51.9% إناث.